# 후도마에역
후도마에역(일본어: 不動前駅, ふどうまええき)은 일본 도쿄도 시나가와구에 있는 철도역이다.

## 역 구조
상대식 승강장 2면 2선의 고가역. 역사에는 도토루 커피, 어린이 집(팔레트 보육원 후도마에), 고베야가 입주하여 있다.
본 역에서 무사시코야마 역까지 2006년 7월 2일에 지하화되면서 메구로 선은 지하에 위치한 메구로 역을 나오자마자 지상부가 되고, 본 역 앞에서 고가교를 주행함으로써 이 역을 나오면 무사시코야마 역을 향해 다시 지하로 들어가는 구조이다.
화장실은 1층 개찰구 내에 있다. 유니버설 디자인 배려의 일환으로, 다기능 화장실도 설치되어 있다.

### 타는 곳
| 1 | 메구로 선 | 오오카야마·덴엔초후·무사시코스기 방면                |
| 2 | 난보쿠 선 | 나가타초·이다바시·아카바네이와부치·우라와미소노 방면 |
| 2 | 미타 선   | 오테마치·스가모·니시타카시마다이라 방면              |

## 역세권 정보
역 주변 도로에는 도폭이 좁은 일방 통행이 많다. 역전에 소수의 상점이 있는 것 외에는 한적한 주택가이다.
- 시나가와 구 오사키 제1지역 센터
- 시나가와 구립 고탄다 도서관, 시나가와 구립 고탄다 문화 센터, 교육 센터
- 시나가와 후도마에 우체국
- 다키이즈미테라
- 히카와 신사
- 오사키 우체국
- THK전시장
- TOC빌딩
- 야마노테도리

## 역사
- 1923년 3월 11일: 메구로후도마에 역으로 영업 개시.
  - 10월: 후도마에 역으로 역명 변경.
- 2003년 1월 28일: 고가역 완성.

## 인접역
| 도쿄 급행 전철 메구로 선 | 도쿄 급행 전철 메구로 선 | 도쿄 급행 전철 메구로 선       |
| ------------------------ | ------------------------ | ------------------------------ |
| MG 01 메구로 메구로 방면 | ■ 각역정차               | 무사시코야마 MG 03 히요시 방면 |